# Деревянко, Алексей Акимович
Алексей Акимович Деревянко (3 июля 1922, Лозоватка, Екатеринославская губерния — 10 июля 1943, Шебекинский район, Курская область) — младший лейтенант Рабоче-крестьянской Красной армии, участник Великой Отечественной войны. Герой Советского Союза (1944).

## Биография
Родился 3 июля 1922 года в селе Лозоватка (ныне — Криворожский район Днепропетровской области Украины) в крестьянской семье. Мать — Евдокия Силовна Маковецкая.
Окончил среднюю школу в селе Лозоватка. Работал в колхозе села Бобровка Саратовской области.
В 1942 году был призван на службу в Рабоче-крестьянскую Красную армию. В 1942 году окончил Киевское артиллерийское училище и в сентябре направлен на фронты Великой Отечественной войны. Принимал участие в боях на Сталинградском и Воронежском фронтах. Участвовал в Сталинградской битве. К июлю 1943 года гвардии младший лейтенант Алексей Деревянко командовал взводом противотанковых орудий 47-го гвардейского стрелкового полка 15-й гвардейской стрелковой дивизии 7-й гвардейской армии Воронежского фронта. Отличился во время Курской битвы.
10 июля 1943 года взвод под командованием Алексея Деревянко занял оборону на высоте 206,9 к востоку от Белгорода и принимал участие в отражении атаки 15 немецких танков. В бою взвод уничтожил несколько танков, однако через некоторое время все орудия, кроме одного, были выведены из строя. Получил ранение в ногу, но сам встал к орудию и стал вести огонь, выполняя функции всего расчёта. Огнём орудия подбил четыре танка противника. В том бою у хутора Соловьёв Деревянко погиб. 
Похоронен в братской могиле в селе Никольское (Шебекинский район, Белгородской области).
Указом Президиума Верховного Совета СССР «О присвоении звания Героя Советского Союза генералам, офицерскому, сержантскому и рядовому составу Красной Армии» от 10 января 1944 года за «образцовое выполнение боевых заданий командования на фронте борьбы с немецко-фашистскими захватчиками и проявленные при этом отвагу и геройство» был удостоен посмертно высокого звания Героя Советского Союза. Также был награждён орденами Ленина и Красной Звезды, медалью «За оборону Сталинграда».

## Память
- Имя на Стеле Героев в Кривом Роге;
- Именем названа улица в Харькове, в начале которой на фасаде жилого дома (просп. Науки, 92) установлена памятная доска[7];
- Именем названа улица в Лозоватке, где установлена памятная доска.
- Именем названа улица в городе Жодино, Республика Беларусь. Там же и установлена памятная доска.